# 瑪莉安·瓊斯

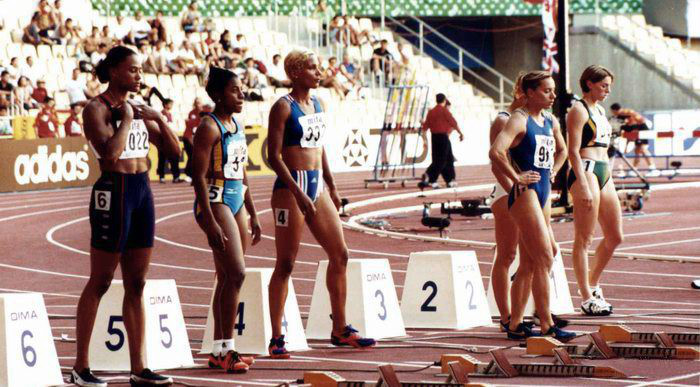
1999年世界田徑錦標賽100公尺

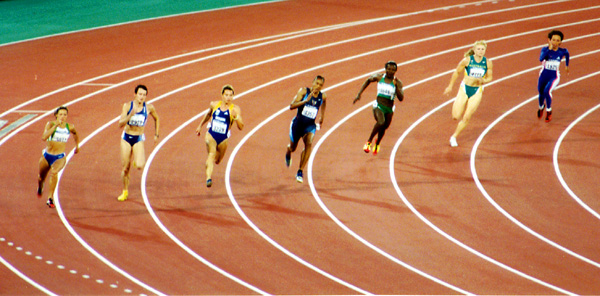
2000年夏季奧林匹克運動會田徑200公尺

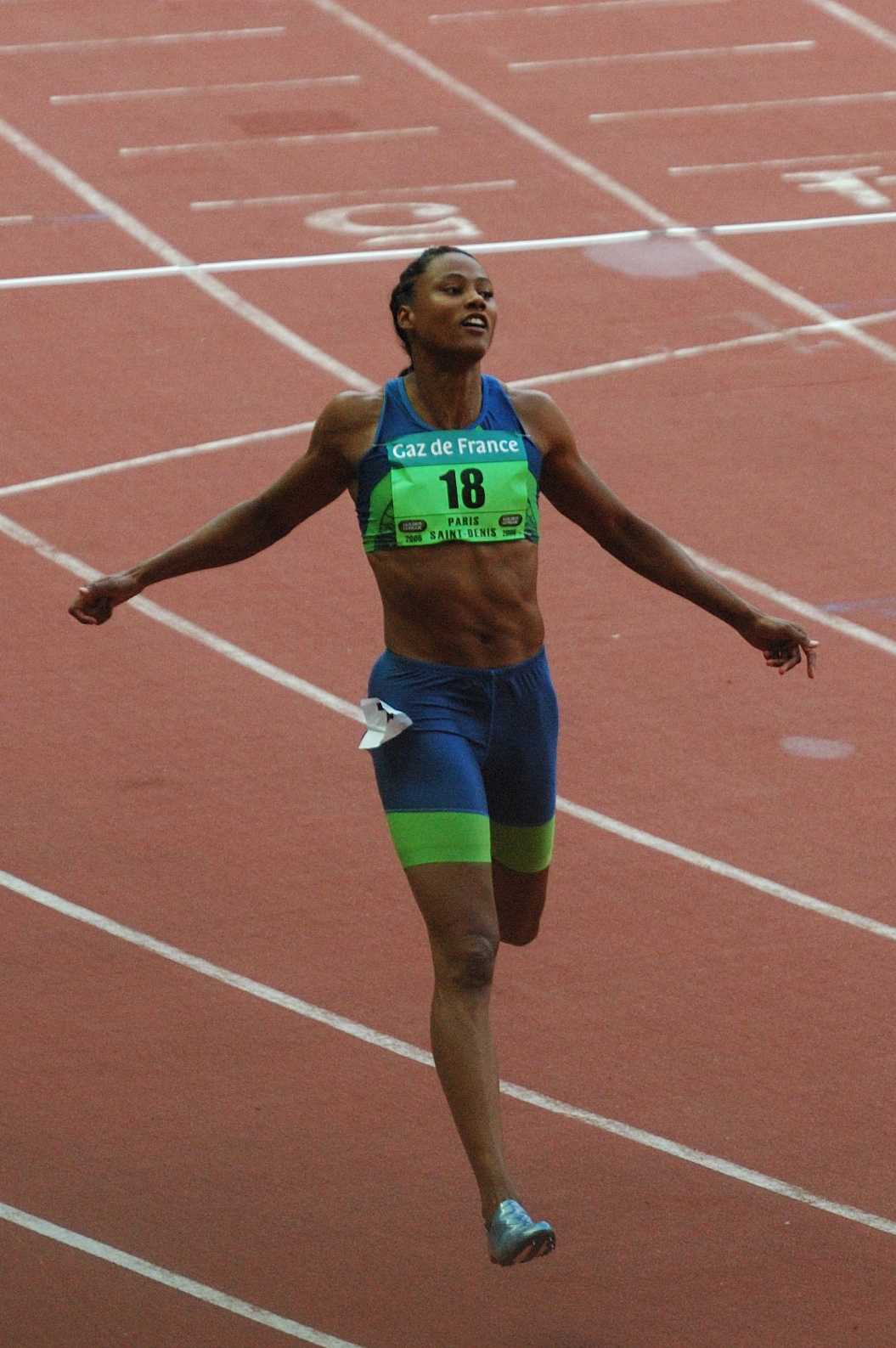
2006年7月

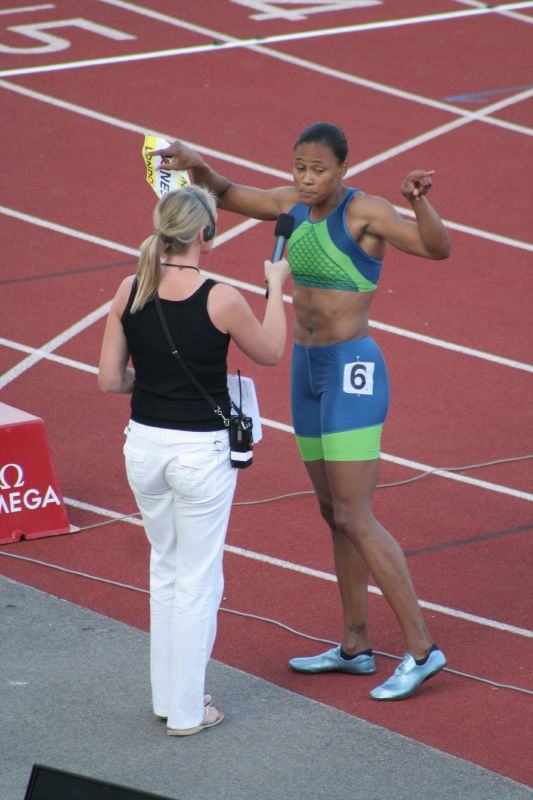
2006年倫敦大獎賽100公尺

瑪莉安·瓊斯（英語：Marion Jones，1975年10月12日—），全名玛丽昂·琼斯-汤姆森（Marion Jones-Thompson），生於加州洛杉磯，美国前女子田径兼籃球运动员。
她本人拥有美国与伯利兹兩国的双重国籍，而她亦在1997年毕业于北卡罗来纳大学教堂山分校。在2000年举行的悉尼奥运会上，她获得了3枚金牌和2枚銅牌（她在夏季奧林匹克運動會的成績、名次、獎牌，皆已被剝奪）。
2007年10月，琼斯承认在2000年悉尼奥运会前曾服用过类固醇类的兴奋剂，國際奧委會撤消她在2000年奥运会上取得的三枚金牌与两枚铜牌。2007年10月5日，她在美国地区法院承认其欺骗联邦调查人员未曾服用违禁药品的指控。她在同一天正式宣布结束其田径运动员的职业生涯。10月9日，琼斯宣布已归还其在悉尼奥运会上夺得的所有奖牌。

## 生平

### 运动经历
高中时代，琼斯连续四年获得加利福尼亚州锦标赛100米冠军。她曾经因服用药品被控诉，但是在律师约翰尼·柯克伦（Johnnie Cochran）的帮助下胜诉。
她参加了1992年奥运会的选拔，获得4×100米接力的替补队员资格，但是她拒绝了邀请。在获得了更多的州冠军后，她得到了北卡罗来纳大学教堂山分校篮球全额奖学金。第一年，她就协助队伍获得了NCAA大学篮球比赛的冠军。由于伤病，琼斯没有参加1996年奥运会，她决定将精力集中在田径上。
1997年在雅典举行的世界田径锦标赛上，她获得了100米冠军，还获得了跳远的第十名。1999年世锦赛，她原计划夺得4块金牌，却在收获100米金牌和跳远铜牌后的200米比赛上受伤而退出比赛。
2000年奥运会，琼斯的目标是5块金牌，最终将3块金牌和2块铜牌收入囊中，创造了女子田径运动员在奥运会的最好成绩。
接下来的一年，琼斯的名字一直和禁药联系在一起。她的前夫C·J·亨特作证在悉尼奥运村看到她服用禁药。2004年，他的教练特雷弗·格拉汉姆（Trevor Graham）也卷入一场严重的禁药丑闻中，其中包括棒球运动员贝瑞·邦兹、田径运动员蒂姆·蒙哥马利（琼斯的前男友）、克丽丝特·盖恩斯（Chryste Gaines）等人。其中多人相继承认他们服用了违禁药品，但是琼斯一直予以否认，直到2007年。
2004年奥运会琼斯仅获得跳远第五名，在女子4×100接力中由于决赛的交接棒失误，美国队失利。
2006年5月，琼斯的成绩为11.06秒，落后于牙买加的韋羅妮卡·坎貝爾和同胞劳琳·威廉斯。2006年7月8日，琼斯在法国跑出了10.93秒的成绩。三天後，她将成绩提高了0.02秒，还是落后于谢龙·辛普森（Sherone Simpson）的10.87秒。

## 兴奋剂丑闻
琼斯多年来在有争议的教练特雷弗·格拉汉姆的指导下训练，他所在的位于北卡罗来纳州的Sprint Capitol公司正在接受违禁兴奋剂药品的调查，而他本人也正在被联邦陪审团调查。琼斯也在加拿大教练查理·弗朗西斯（Charlie Francis）的指导下训练过一段时间，弗朗西斯已经承认提供兴奋剂给加拿大短跑运动员本·约翰逊，约翰逊在1988年汉城奥运会创下了100米跑的世界记录后的药检呈阳性。
2004年12月3日，巴尔科（BALCO）的创建人维克多·孔蒂（Victor Conte）在接受美国广播公司的采访时透露，他曾在2000年悉尼奥运会之前、期间和之后个人提供给琼斯5种不同的兴奋剂。在调研中，记者兰斯·威廉姆斯（Lance Williams ）和马克·费纳鲁-韦德（Mark Fainaru-Wada）也报导琼斯从BALCO得到了违禁的药品，琼斯的前夫C·J·亨特也作证亲眼看到琼斯自己注射激素类药品。
在亨特的描述中，琼斯在悉尼奥运会之前就开始使用兴奋剂。开始他告诉调查员，琼斯从格拉汉姆那里得到EPO，格拉汉姆从一个墨西哥人那里取得药品。后来他又说格拉汉姆拜访了孔蒂，后者开始给这位教练提供BALCO的药品，那些药品被分发到了琼斯和其它Sprint Capitol运动员手中。再后来，亨特告诉联邦调查员，琼斯开始直接从孔蒂那里获得违禁药品。
琼斯從来没有在现有的兴奋剂检查系统中查出阳性，并且也没有足够的证据表明她服用了其它类型的兴奋剂。

### 2006年EPO测试
2006年6月23日在印第安纳波利斯举行的美国田径锦标赛中，玛里昂·琼斯的A瓶查出红细胞生成素（EPO）阳性，这是一种违禁的兴奋剂。《华盛顿邮报》报导了该消息。琼斯以个人原因为由缺席了在瑞士举行的田径会议。她否认使用了兴奋剂，并聘请霍华德·雅各布斯（Howard Jacobs）作为她的律师，雅各布斯曾经受理过多件类似的案子，包括蒂姆·蒙哥马利和自行车运动员弗洛伊德·兰迪斯。2006年9月6日，琼斯的律师全部B瓶检测呈阴性，这样证明琼斯是清白的。

### 承认罪行
2007年10月5日，琼斯在美国联邦法庭上承认自己在2000年奥运会使用了违禁药品的罪行。她向法官忏悔自己在BALCO案件中做出虛假的供词。她被要求交出她持有的美国和伯利兹护照，等待1月的审讯结果。尽管最长可能被宣判5年的牢狱，律师在琼斯的认错书中提出最多判处6个月的监狱的建议。
在BALCO案件中，她曾经向联邦调查局否认自己使用了肌肉增强剂（Tetrahydrogestrinone，缩写THG），她称自己一直以为两年在服用特雷弗·格拉汉姆提供的亚麻仔油。在公开信中，琼斯承认自己在2002年底前在格拉汉姆的担任教练期间使用激素类药物。她辩称在2003年联邦调查员询问她时说谎是因为她在他们出示THG的样品时她惊慌失措。在信中琼斯为自己欺骗了世界表示道歉。
美国奥林匹克委员会主席彼得·尤伯罗斯（Peter Ueberroth）对琼斯事件的发表声明，要求琼斯立刻归还她所获得的奥运会奖牌。尤伯罗斯表示：「她的认罪迟到了很久，内心的羞愧和不诚实罪恶感令她坦承一切。」国际奥委会希望琼斯在1月的审判之前归还2000年悉尼奥运会所获得的3块金牌和2块铜牌。
琼斯承认服用禁药也将影响以前她获得的奖牌，其中包括她获得的众多的世界锦标赛奖牌。
她因此2008年3月6日德州監獄入獄，於同年9月出獄。

### 禁藥事件之後
雖然情況有如之後的藍斯·阿姆斯壯事件，反禁藥組織稱為「最精密、最完美、最成功的禁藥計畫」，但是由於自己承認被禁賽2年，也不影響其他項目的運動。
她在2010重回當初挖角的WNBA，參與土爾沙震動的隊伍，2011年7月21日退役，就此從運動界上退休。

## 家庭
第一任丈夫C·J·亨特为铅球运动员兼UNC教练。两人于1998年结婚。由于学校的规定不允许教练兼运动员，亨特被要求辞去他在UNC的职位。亨特在2000年夏季奥林匹克运动会中因苯丙酸诺龙（一种同化激素）呈阳性而被取消比赛。他们于2002年离婚。
继任男友蒂姆·蒙哥马利为短跑运动员。2003年6月28日，玛里昂和男友迎来了儿子小蒂姆·蒙哥马利。蒙哥马利于2002年打破了男子100米短跑世界纪录。由于妊娠，琼斯没有参加2003年世界锦标赛，她用一年的时间来精心准备2004年夏季奥林匹克运动会。蒙哥马利后来由于承认使用禁药而被禁赛，并取消了记录。
第二任丈夫奥巴德里·汤普森为巴巴多斯短跑选手。2007年2月24日，两人在北卡罗来纳州一乡村小镇威尔逊斯米尔（Wilson's Mills）举行了小型婚礼。汤普森在2000年奥运会获得100米铜牌。

## 外部連結
- 瑪莉安·瓊斯在国际奥林匹克委员会的资料
- 瑪莉安·瓊斯在的頁面